# Папаиоанну, Мимис
Ми́мис Папаиоанну (греч. Μίμης Παπαϊωάννου; 23 августа 1942, Верия — 15 марта 2023, Афины) — греческий футболист, играл на позиции нападающего. Один из лучших нападающих в истории греческого футбола.

## Биография

### Игровая карьера

#### «Верия»
В возрасте 17 лет Папаиоанну присоединился к клубу «Верия», за который результативно отыграл два сезона. Во время его выступления за «Верию» не состоялся его переход в ПАОК, который предлагал за него 20 000 драхм.

#### «АЕК» (Афины)
Летом 1962 года дал согласие на переход в афинский АЕК, в котором стал одним из величайших и результативнейших игроков в истории клуба и всего греческого футбола. Вместе с известным нападающим Костасом Несторидисом составил знаменитую атакующую пару нападающих и помог завоевать клубу из Афин титул чемпиона Греции, что до этого не удавалось на протяжении 23 лет.
В 1964 году Папаиоанну стал с 29 голами лучшим бомбардиром сезона в Греции, прервав серию Несторидиса, которая насчитывала 5 сезонов подряд. В октябре 1965 года им интересовался один из лучших клубов Европы мадридский «Реал», но переход не состоялся, поскольку руководство греческого клуба опасалось за реакцию болельщиков на уход из клуба ведущего игрока. Папаиоанну, расстроенный несостоявшимся переходом в топ-клуб, на некоторое время бросил футбол и стал певцом, участвуя в двухмесячном турне по ФРГ, где исполнял песни перед греческими эмигрантами.
В декабре 1965 года вернулся в футбол, показал высокую результативность, оформив 5 хет-триков за сезон, и стал лучшим бомбардиром сезона с 23 голами.
3 ноября 1968 года в матче с «Халкидой», который закончился со счётом 5:2, оформил за 12 минут самый быстрый хет-трик в истории клуба. В последующие годы Папаиоанну продолжал играть результативно, помогая своей команде завоевывать национальные титулы, а также забивал в еврокубках. С возрастом и из-за травм его результативность снизилась, в сезоне 1977/78 он забил 7 мячей в лиге. Всего за афинский АЕК Папаиоанну сыграл 480 матчей в греческом чемпионате и является рекордсменом среди игроков клуба по количеству матчей в Суперлиге.

#### США
Летом 1979 года Папаиоанну покинул АЕК, в котором играл 17 лет, выиграв за эти годы с командой 5 чемпионских титулов и 3 Кубка Греции, став одним из ярких и результативных игроков греческого футбола. Он уехал в США, где в течение трёх сезонов играл за «Нью-Йорк Пансиприан-Фридомз», после чего завершил карьеру в возрасте 40 лет.

#### Карьера в сборной
Играл за сборную Греции, за которую провёл 61 матч и забил 21 гол.

### Тренерская карьера
Был главным тренером многих команд, среди которых «Нью-Йорк Панцирпан Фридомс» (1982—1986) и «Керкира» (1986—1987), а также входил в тренерский штаб сборной Греции на чемпионате мира 1994 года, на котором греки не вышли из группы, заняв последнее место.

### Признание
В 1999 году с учётом всех футбольных заслуг и бомбардирских качеств был назван лучшим греческим футболистом XX века.
В декабре 2011 года вышла автобиография Папаиоанну под названием «Свидание в воздухе».
В сентябре 2020 года в честь его заслуг была установлена его восковая фигура в Музее истории клуба, где его фигура стоит рядом с фигурами других легенд клуба.

### Смерть
Скончался 15 марта 2023 года в возрасте 80 лет в Афинах после продолжительной болезни. Во время похорон Папаиоанну на домашнем стадионе клуба АЕК «Агиа-София» были приспущены флаги, а его изображение было размещено на внешней стене стадиона.

## Достижения

### Командные
АЕК (Афины)
- Чемпион Греции (5): 1962/1963, 1967/1968, 1970/1971, 1977/1978, 1978/1979
- Обладатель Кубка Греции (3): 1963/1964, 1965/1966, 1977/1978

### Личные
- Лучший бомбардир чемпионата Греции (2) :1963/1964, 1965/1966